# Marsdenia longiloba
Marsdenia longiloba är en oleanderväxtart som beskrevs av George Bentham. Marsdenia longiloba ingår i släktet Marsdenia och familjen oleanderväxter. Inga underarter finns listade i Catalogue of Life.